# Lytocarpia benedicti
Lytocarpia benedicti är en nässeldjursart som först beskrevs av Nutting 1900.  Lytocarpia benedicti ingår i släktet Lytocarpia och familjen Aglaopheniidae. Inga underarter finns listade i Catalogue of Life.